# Basiliche in Francia
Elenco delle basiliche presenti in Francia, in ordine alfabetico delle località
- Aix-en-Provence:
  - Cattedrale di Aix (cattedrale di San Salvatore) (Decreto del 06.12.1875)
- Albert (Francia):
  - Basilique Notre-Dame de Brebières (Decreto del 07.06.1899)
- Albi (Francia):
  - Cattedrale di Albi (cattedrale di Santa Cecilia) (Decreto del 09.05.1947)
- Alençon:
  - Basilica di Notre-Dame (Alençon) (Decreto del 06.06.2009)
- Amiens:
  - Cattedrale di Amiens (Cattedrale di Notre-Dame di Amiens) (Decreto del 12.12.1854)
- Angers:
  - Basilique Sainte-Madeleine (Decreto del 13.12.1922)
- Annecy:
  - Basilica della Visitazione (Decreto del 17.08.1951)
  - Basilique Saint-Joseph des Fins (Decreto dell'11.07.1964)
- Apt:
  - cattedrale di Sant'Anna d'Apt (Decreto del 08.08.1879)
- Arcachon:
  - Basilique Notre-Dame (Decreto del 09.03.1953)
- Argenteuil:
  - Basilique Saint-Denis (Decreto del 23.08.1898)
- Arles:
  - Cattedrale di Arles (cattedrale di San Trofimo) (Decreto del 24.01.1882)
- Arras:
  - Cattedrale di Nostra Signora e San Vedasto (Arras) (Decreto del 18.12.1855)
- Ars-sur-Formans:
  - Basilique Saint-Sixte (Decreto del 04.08.1997)
- Auch:
  - Cattedrale di Auch (cattedrale di Santa Maria d'Auch) (Decreto del 25.04.1928)
- Autun:
  - Cattedrale di Autun (cattedrale di San Lazzaro) (Decreto del 08.04.1949)
- Avignone:
  - Chiesa di Saint-Pierre (Decreto del 04.05.2012)
  - Cattedrale di Avignone (Decreto del 22.12.1854)
- Avioth:
  - Basilica di Notre-Dame (Avioth) (Decreto del 12.05.1993)
- Avranches:
  - Basilica di San Gervasio (Decreto del 20.11.1894)
- Beaune:
  - Basilique Notre-Dame de Beaune (Decreto del 10.08.1957)
- Belfort:
  - Cattedrale di Belfort (Decreto del 09.05.1952)
- Bernay (Eure):
  - Basilique Notre-Dame de la Couture (Decreto del 22.07.1949)
- Besançon:
  - Basilique Saints-Ferréol-et-Ferjeux (Decreto del 14.02.1912)
  - Cattedrale di Besançon (cattedrale di San Giovanni) (Decreto del 01.02.1877)
- Blois:
  - Basilique Notre-Dame de la Trinité (Decreto del 22.06.1956)
- Bon-Encontre:
  - Basilique Notre-Dame de Bon-Encontre (Decreto del 15.06.1875)
- Bonlieu-sur-Roubion:
  - Basilique Sainte-Anne (Decreto dell'11.09.1899)
- Bonsecours:
  - Basilique Notre-Dame de Bon-Secours (Decreto del 12.02.1919)
- Bordeaux:
  - Basilica di San Michele (Bordeaux) (Decreto del 01.04.1903)
  - Basilica di San Severino (Bordeaux) (Decreto del 27.06.1873)
- Boulogne-sur-Mer:
  - Basilique Notre-Dame de l'Immaculée Conception (Decreto del 04.04.1879)
- Brioude:
  - Basilica di San Giuliano di Brioude (Decreto del 26.04.1957)
- Calmont (Aveyron):
  - Basilique Notre-Dame de Ceignac (Decreto del 12.08.1936)
- Cambrai:
  - Cattedrale di Cambrai (Decreto del 17.03.1896)
- Carcassonne:
  - Basilique Saint-Nazaire et Saint-Celse (Decreto del 10.06.1898)
- Caudry:
  - Basilique Sainte-Maxellende (Decreto del 03.09.1991)
- Châlons-en-Champagne:
  - Cattedrale di Santo Stefano [senza fonte]
- Chambéry:
  - Cattedrale di San Francesco di Sales (Decreto del 01.11.1874)
- Charleville-Mézières:
  - Basilique Notre-Dame de Mézières (Decreto del 08.02.1946)
- Chartres:
  - Cattedrale di Chartres (Decreto del 29.01.1908)
- Châteauneuf-sur-Cher:
  - Basilica di Notre-Dame des Enfants (Decreto del 30.04.1898)
- Chaumont (Grand Est):
  - Basilica di San Giovanni Battista (Chaumont) (Decreto dell'11.06.1948)
- Cherbourg:
  - Basilica della Trinità (Decreto del 09.11.1921)
- Clermont-Ferrand:
  - Notre-Dame du Port (Decreto del 03.05.1886)
- Cléry-Saint-André:
  - Basilica di Notre-Dame (Cléry-Saint-André) (Decreto del 22.02.1894)
- Dinan:
  - Basilica di San Salvatore (Dinan) (Decreto del 27.04.1953)
- Dole:
  - Basilique Notre-Dame de Dole (Decreto del 10.06.1950)
- Domrémy-la-Pucelle:
  - Basilique Sainte-Jeanne-d'Arc (Decreto del 06.04.1938)
- Douvres-la-Délivrande:
  - Basilique Notre-Dame de la Délivrance (Decreto del 13.07.1895)
- Épinal:
  - Basilica di San Maurizio (Épinal) (Decreto del 25.01.1933)
- Évron:
  - Basilique Notre-Dame de l'Épine (Decreto del 07.06.1939)
- Faverney:
  - Basilique Notre-Dame de la Blanche (Decreto del 14.02.1912)
- Gray (Francia):
  - Basilique Notre-Dame (Decreto del 23.04.1948)
- Grenoble:
  - Basilique Sacré-Cœur (Decreto del 16.06.1952)
  - Basilique Saint-Joseph (Decreto del 14.04.1937)
- Guingamp:
  - Basilique Notre-Dame de Bon-Secours (Decreto del 24.10.1899)
- Haguenau:
  - Basilique Notre-Dame de Marienthal de Haguenau (Decreto del 31.05.1892)
- Hennebont:
  - Basilica di Notre-Dame-de-Paradis Basilique Notre-Dame du Paradis (Decreto dell'11.12.1912)
- Issoudun:
  - Basilique Notre-Dame du Sacré-Cœur (Decreto del 17.07.1874)
- Josselin:
  - Basilique Notre-Dame du Roncier (Decreto del 12.04.1891)
- Jungholtz:
  - Basilique Notre-Dame de Thierenbach (Decreto del 25.03.1936)
- L'Épine (Marna):
  - Basilica di Notre-Dame (L'Épine) (Decreto del 26.11.1913)
- La Chapelle-Saint-Laurent:
  - Basilique Notre-Dame de Pitié (Decreto del 29.02.1964)
- La Guerche-de-Bretagne:
  - Basilique Notre-Dame de l'Assomption (Decreto del 10.03.1951)
- La Salette-Fallavaux:
  - Basilica di Nostra Signora di La Salette (Decreto del 19.01.1879)
- Lablachère:
  - Basilique Notre-Dame de Bon-Secours (Decreto del 14.08.1930)
- La Chapelle-Montligeon:
  - Basilique Notre-Dame de Montligeon (Decreto del 14.03.1928)
- Lalouvesc:
  - Basilique Saint-Jean-François Régis (Decreto del 20.04.1888)
- Laval (Mayenne):
  - Basilica di Notre-Dame d'Avesnières (Decreto del 05.03.1898)
- Le Folgoët:
  - Basilica di Notre-Dame (Le Folgoët) (Decreto del 1427)
- Le Puy-en-Velay:
  - Cattedrale di Le Puy (Cattedrale di Nostra Signora dell'Annunciazione) (Decreto dell'11.02.1856)
- Liesse-Notre-Dame:
  - Basilique Notre-Dame de Liesse (Decreto dell'11.12.1912)
- Lilla:
  - Cattedrale di Lilla (Cattedrale di Nostra Signora della Pergola) (Decreto del 07.10.1904)
- Limoux:
  - Basilique Notre-Dame de Marceille (Decreto del 05.02.1912)
- Lione:
  - Basilica di Notre-Dame de Fourvière (Decreto del 16.03.1897)
  - Basilica di Saint-Martin d'Ainay (Decreto del 23.06.1905)
- Lisieux:
  - Basilica di Santa Teresa (Decreto del 04.06.1954)
- Longpont-sur-Orge:
  - Basilique Notre-Dame de Bonne-Garde (Decreto del 26.02.1913)
- Lourdes:
  - Basilica di Nostra Signora del Rosario (Decreto del 18.07.1926)
  - Basilica dell'Immacolata Concezione (Lourdes) (Decreto del 13.03.1874)
  - Basilica di San Pio X (Decreto del 16.05.1958)
- Lutterbach:
  - Basilique du Sacré-Cœur (Decreto del 13.12.1922)
- Luxeuil-les-Bains:
  - Basilica di San Pietro (Luxeuil-les-Bains) (Decreto del 28.10.1925)
- Marsiglia:
  - Notre-Dame-de-la-Garde (Decreto del 10.06.1879)
  - Cattedrale di Marsiglia (cattedrale di Santa Maria Maggiore) (Decreto del 24.01.1896)
  - Basilique Saint-Victor (Decreto del 25.07.1934)
  - Basilique Sacré-Cœur (Decreto del 17.09.1997)
- Mattaincourt:
  - Basilica di San Pietro Fourier Basilique Saint-Pierre Fourier (Decreto del 26.06.1897)
- Mauriac (Cantal):
  - Basilica di Notre-Dame-des-Miracles (Decreto del 10.08.1921)
- Mayenne (Mayenne):
  - Basilique Notre-Dame des Miracles (Decreto del 15.05.1900)
- Meaux:
  - Cattedrale di Meaux (cattedrale di Santo Stefano) (Decreto del 12.06.1912)
- Mende:
  - Cattedrale di Mende (Cattedrale di Nostra Signora e San Privato) (Decreto del 26.06.1874)
- Mentone:
  - Basilica di San Michele Arcangelo (Mentone) (Decreto del 26.03.1999)
- Metz:
  - Basilique Saint-Vincent (Decreto del 14.06.1933)
- Montjoyer:
  - Basilique Notre-Dame d'Aiguebelle (Decreto del 24.05.1937)
- Montpellier:
  - Basilique Notre-Dame des Tables (Decreto del 29.08.1939)
  - Cattedrale di Montpellier (cattedrale di San Pietro) (Decreto del 20.07.1847)
- Moulins (Allier):
  - Cattedrale di Moulins (Cattedrale di Nostra Signora dell'Annunciazione) (Decreto del 28.10.1949)
- Nancy:
  - Basilique Notre-Dame de Lourdes (Decreto del 10.06.1925)
  - Basilique Sacré-Cœur (Decreto del 27.09.1905)
  - Saint-Epvre (Decreto del 26.11.1874)
- Nantes:
  - Basilique Saint-Nicolas (Decreto del 09.01.1882)
  - Basilique Saint-Donatien et Saint-Rogatien (Decreto del 14.03.1889)
- Narbona:
  - Basilique Saint-Paul (Serge) (Decreto del 29.01.1953)
  - Cattedrale di Narbona (Cattedrale dei Santi Giusto e Pastore) (Decreto del 20.08.1886)
- Neuvy-Saint-Sépulchre:
  - Basilique Saint-Jacques-le-Majeur (Decreto del 23.11.1910)
- Nevers:
  - Cattedrale di Nevers (Cattedrale dei Santi Quirico e Giulitta) (Decreto del 13.01.1868)
- Nizza:
  - Cattedrale di Nizza (cattedrale di Santa Reparata) (Decreto del 27.05.1949)
  - Basilique Notre-Dame de l'Assomption (Decreto del 09.01.1978)
- Nîmes:
  - Cattedrale di Nîmes (Cattedrale di Nostra Signora e San Castore) (Decreto del 16.02.1877)
- Notre-Dame-de-l'Osier:
  - Basilique Notre-Dame de l'Osier (Decreto del 27.02.1924)
- Orcival:
  - Basilica di Notre-Dame (Orcival) (Decreto del 17.07.1894)
- Orléans:
  - Cattedrale di Santa Croce (Decreto del 26.01.1855)
- Ottrott:
  - Basilique Notre-Dame du Mont Sainte-Odile (Decreto del 16.06.2006)
- Paray-le-Monial:
  - Basilica di Paray-le-Monial (Basilique Sacré-Cœur) (Decreto del 26.01.1875)
- Parigi:
  - Basilica di Nostra Signora delle Vittorie (Decreto del 23.02.1927)
  - Basilica di Nostra Signora del Perpetuo Soccorso (Decreto del 25.06.1966)
  - Basilica del Sacro Cuore (Decreto del 13.08.1919)
  - Basilica delle Sante Clotilde e Valeria (Decreto del 29.04.1898)
  - Cattedrale di Notre-Dame (Decreto del 27.02.1805)
- Périgueux:
  - Cattedrale di Périgueux (cattedrale di San Frontone di Périgueux) (Decreto del 01.07.1897)
- Perpignano:
  - Cattedrale di Perpignano (cattedrale di San Giovanni Battista) (Decreto del 07.12.1875)
- Pibrac:
  - Basilica di Santa Germana di Pibrac (Decreto del 12.10.2010)
- Poitiers:
  - Cattedrale di Poitiers (cattedrale di San Pietro) (Decreto del 01.03.1912)
- Pontivy:
  - Basilique Notre-Dame-de-la-Joie (Decreto del 10.01.1959)
- Pontmain:
  - Basilique Notre-Dame de l'Espérance (Decreto del 21.02.1905)
- Quimper:
  - Cattedrale di Quimper (cattedrale di San Corentino) (Decreto dell'11.03.1870)
- Quintin:
  - Basilique Notre-Dame de la Délivrance (Decreto dell'11.01.1933)
- Reims:
  - Cattedrale di Reims (Cattedrale metropolitana di Nostra Signora di Reims) [senza fonte]
  - Basilique Sainte-Clotilde (Decreto del 10.03.1902)
  - Abbazia di Saint-Remi (Decreto del 17.06.1870)
- Rennes:
  - Basilique Saint-Aubin, Notre-Dame de Bonne Nouvelle (Decreto del 22.03.1916)
  - Basilica di San Salvatore (Rennes) (Decreto del 22.03.1916)
- Riom:
  - Basilique Saint-Amable (Decreto del 07.03.1912)
- Rocamadour:
  - Basilique Notre-Dame de Rocamadour (Decreto del 18.03.1913)
- Rodez:
  - Cattedrale di Rodez (Cattedrale di Nostra Signora) (Decreto del 29.12.1874)
- Rouen:
  - Basilique Sacré-Cœur (Decreto del 23.01.1918)
- Saint-Avold:
  - Basilica Notre-Dame de Bonsecours (Decreto del 10.08.1932)
- Saint-Benoît-sur-Loire:
  - Chiesa abbaziale di Saint-Benoît-sur-Loire (Decreto del 08.07.1949)
- Saint-Brieuc:
  - Basilique Notre-Dame d'Espérance (Decreto del 28.11.1902)
  - Cattedrale di Saint-Brieuc (cattedrale di Santo Stefano) (Decreto del 03.09.1875)
- Saint-Claude:
  - Cattedrale di Saint-Claude (Cattedrale dei Santi Pietro, Paolo e Andrea) (Decreto del 10.06.1950)
- Sainte-Anne-d'Auray:
  - Basilica di Sainte-Anne-d'Auray (Decreto del 22.05.1874)
- Saintes:
  - Cattedrale di Saintes (cattedrale di San Pietro) (Decreto del 08.04.1870)
  - Basilica di Sant'Eutropio di Saintes (Decreto dell'11.05.1886)
- Saint-Étienne-le-Laus:
  - Notre Dame du Laus (Decreto del 18.03.1892)
- Saint-Laurent-sur-Sèvre:
  - Basilique Saint-Louis-Marie-Grignon-de-Montfort (Decreto del 05.09.1962)
- Saint-Nicolas-de-Port:
  - Basilica di Saint-Nicolas-de-Port (Decreto del 25.06.1950)
- Saint-Omer (Passo di Calais):
  - Basilique Notre-Dame des Miracles (Decreto del 04.04.1879)
- Saint-Pol-de-Léon:
  - Cattedrale di Saint-Pol-de-Léon (cattedrale di San Paolo Aureliano) (Decreto del 06.03.1901)
- San Quintino:
  - Basilica di San Quintino (Decreto del 05.12.1876)
- Saint-Raphaël (Varo):
  - Basilique Notre-Dame de la Victoire (Decreto del 14.01.2004)
- Saint-Vincent-de-Paul (Landes):
  - Basilique Notre-Dame de Buglose (Decreto del 02.08.1966)
- Saulieu:
  - Basilica di Sant'Andochio (Decreto del 22.10.1919)
- Saxon-Sion:
  - Basilique Notre-Dame de Sion (Decreto del 10.05.1933)
- Sées:
  - Basilique Notre-Dame de l'Immaculée-Conception (Decreto del 04.07.1902)
  - Cattedrale di Sées (Cattedrale di Nostra Signora) (Decreto del 07.03.1871)
- Soissons:
  - Cattedrale di Soissons (Cattedrale dei Santi Gervasio e Protasio) (Decreto del 10.03.1857)
- Tarascona:
  - Basilique de l'Immaculée-Conception (Decreto del 12.06.1984)
- Thonon-les-Bains:
  - Basilique Saint-François-de-Sales (Decreto del 08.07.1993)
- Tolosa:
  - Basilica di Notre-Dame de la Daurade (Decreto del 02.05.1876)
  - Basilica di Saint-Sernin (basilica di San Saturnino) (Decreto del 05.04.1878)
- Tours:
  - Basilica di San Martino (Tours) (Decreto del 25.03.1925)
- Tréguier:
  - Basilique Saint-Tugdual (Decreto del 28.02.1947)
- Troyes:
  - Basilica di Sant'Urbano (Decreto del 29.02.1964)
- Valence (Drôme):
  - Cattedrale di Valence (cattedrale di Sant'Apollinare) (Decreto del 04.05.1847)
- Valenciennes:
  - Basilique Notre-Dame du Saint-Cordon (Decreto del 14.06.1922)
- Vannes:
  - Cattedrale di Vannes (cattedrale di San Pietro) (Decreto del 09.02.1886)
- Verdelais:
  - Basilique Notre-Dame (Decreto del 12.12.1923)
- Verdun:
  - Cattedrale di Verdun (Cattedrale di Nostra Signora) (Decreto del 25.04.1947)
- Vézelay:
  - Basilica di Vézelay (basilica di Santa Maria Maddalena) (Decreto del 04.05.1920)
- Vion (Sarthe):
  - Basilique Notre-Dame du Chêne (Decreto del 09.04.1894)